# 芝加哥七人案：驚世審判
《芝加哥七人案：驚世審判》（英語：The Trial of the Chicago 7）是一部2020年美國劇情片，由艾倫·索金編劇和執導。電影改編自1968年同名真人真事。主演包括薩夏·拜倫·柯恩、艾迪·瑞德曼、葉海亞·阿巴杜-馬汀二世、傑瑞米·史壯、艾力克斯·夏普、約翰·卡羅·林區、喬瑟夫·高登-李維、法蘭·朗基拿和馬克·勞倫斯。
《芝加哥七人案：驚世審判》原定2020年9月25日在美國有限上映，2020年10月16日在美國廣泛上映。但受2019冠状病毒病疫情影響，派拉蒙影業宣布電影撤檔，2020年10月16日在Netflix上線。

## 剧情
1968年8月，艾比·霍夫曼、杰瑞·鲁宾、湯姆·海登、伦尼·戴维斯、戴维·戴林格、李·维纳、约翰·弗洛尼斯和鲍比·希尔准备赴芝加哥的民主党全国大会抗议活动。五个月后，他们八个人因煽动暴乱被捕。司法部長约翰·N·米歇尔指定汤姆·弗兰和理查德·舒尔兹出任检察官，同时除希尔外的七名被告由威廉·昆斯特勒和伦纳德·温格拉斯律师代表。
法官朱利叶斯·霍夫曼对辩方抱有极大的偏见。希尔的律师查尔斯·盖瑞（Charles Garry）因病未能出庭，霍夫曼法官因而坚持让昆斯特勒为全部八人代表。然而法官的坚持被昆斯特勒和希尔两人多次拒绝。希尔获得弗雷德·汉普顿的支持，霍夫曼认为他只是在提供法律援助。艾比·霍夫曼公开对抗法庭。据说受到黑豹党威胁的霍夫曼开始罢免涉嫌同情被告的陪审员，多次指控被告和他们的代表律师藐视法庭。
当地的多位卧底警察及联邦调查局探员出庭作证。一天晚上，海登发现两名警察尾随戴维斯，为了报复，他将两人警车的车胎气放掉，但被当场抓住。艾比和其他人跑到扣押海登的警察局抗议，但看到警察重兵把守在外围而折返。就在他们回到附近公园的时候，警方占领了公园的小山丘，将他们驱散。示威者与警方冲突，他们打算占领山丘。昆斯特勒在庭上表示，所有被告当晚均未煽动暴乱。
几天后，被告发现弗雷德·汉普顿在警方的突袭行动中遇害。为了报仇，希尔继续为他的宪法权利公开辩护，法官霍夫曼叫人把他带到另一个房子，暴打他一顿，回到庭上时希尔被堵嘴，还锁上了铁链。控方和辩方反对霍夫曼的决定，霍夫曼宣布希尔的案子为无效审判。
辩方决定派出骚乱期间在職的司法部長拉姆齊·克拉克出庭作证，但霍夫曼法官拒绝让他出庭，指他最初拒绝起诉众被告，考虑到有证据表明芝加哥警察局挑起骚乱。戴林格打了庭上的一位執達員，当场被捕。
昆斯特勒向被告们展示了一盘牵涉到海登的录音带，准备让海登接受盘问。骚乱当晚，戴维斯试图安抚打算逮捕爬旗杆的未成年人的警察。交涉中警方一棍子打在达维斯头上，一旁的海登愤怒惊呼：“如果一定要流血的话，就让血流满整座城市吧！”被告们最终被警方逼入困境，警方纷纷将胸前的警徽摘掉，开始痛殴他们。然而艾比推断海登当时说的话缺乏前文背景，他表示当时海登开头说的话应该是“如果‘我们’一定要流血”。海登让艾比去作证。
艾比作证时强调海登被人构陷，又表示自己对美国的领导不屑一顾。庭审的最后，尽管法官霍夫曼多番提醒和阻止，海登还是在结束陈词中逐一读出自庭审开始起，在越南战争战场上遇害的4752名士兵的名字，在场旁听者纷纷起立鼓掌欢呼。

## 演員
- 薩夏·拜倫·柯恩 飾 艾比·霍夫曼（英语：Abbie Hoffman）
- 傑瑞米·史壯 飾 傑瑞·魯賓（英语：Jerry Rubin）
- 艾迪·瑞德曼 飾 湯姆·海登
- 艾力克斯·夏普（英语：Alex Sharp） 飾 倫尼·戴維斯（英语：Rennie Davis）
- 約翰·卡羅·林區 飾 戴维·戴林格（英语：David Dellinger）
- 葉海亞·阿巴杜-馬汀二世 飾 巴比·希爾（英语：Bobby Seale）
- 馬克·勞倫斯 飾 威廉·庫斯特勒（英语：William Kunstler）
- 喬瑟夫·高登-李維 飾 理查德·H·舒茲（英语：Richard H. Shultz）
- 法蘭·朗基拿 飾 朱利葉斯·霍夫曼（英语：Julius Hoffman）
- 小凱文·哈里斯（英语：Kelvin Harrison Jr.） 飾 弗萊德·漢普頓（英语：Fred Hampton）
- 麥可·基頓 飾 拉姆齊·克拉克
- 約翰·多曼（英语：John Doman） 飾 約翰·N·米歇爾
- J·C·麥肯齊（英语：J. C. MacKenzie） 飾 湯姆·福蘭（英语：Tom Foran）

## 製作
2007年，編劇艾倫·索金根據芝加哥七人案撰寫了片名為《The Trial of the Chicago 7》的劇本。製片人史蒂芬·史匹柏、瓦爾特·帕克斯和蘿拉·麥當勞共同開發了索金的劇本，並計劃由史匹柏執導該片。薩夏·拜倫·柯恩是艾比·霍夫曼的人選，而史匹柏打算找威爾·史密斯飾演巴比·希爾。史匹柏還計劃與希斯·萊傑會面，為飾演湯姆·海登進行洽談。美國編劇協會大罷工於2007年11月開始，歷時100天，讓拍攝時間被推遲，最終令該計畫被擱置。索金後來繼續為史匹柏重寫劇本，而有傳言指保羅·葛林葛瑞斯和班·史提勒將替代史匹柏成為該片的導演，但該項目仍沒有進展。
2018年10月，宣佈索金為該片的導演。2018年12月，由於預算問題，該片被暫停製作。最終由派拉蒙影業獲得了電影的發行權。

### 選角
2018年10月，柯恩和艾迪·瑞德曼加盟劇組。2018年11月，喬納森·梅傑斯加盟劇組。2019年2月，塞斯·羅根、喬瑟夫·高登-李維和艾力克斯·夏普加盟劇組。麥可·基頓也是考慮人選之一。2019年8月，法蘭·朗基拿和馬克·勞倫斯加盟劇組。2019年9月，傑瑞米·史壯加盟並替代羅根飾演他的角色。2019年10月，葉海亞·阿巴杜-馬汀二世加盟並替代梅傑斯飾演他的角色，而小凱文·哈里斯、基頓、威廉·赫特和J·C·麥肯齊加盟並飾演未知的角色

### 拍攝
主體拍攝於2019年10月開始進行，拍攝地點包括芝加哥、新澤西州和多倫多。

### 音乐
配乐由英国作曲家丹尼尔·彭伯顿编曲，于2020年10月16日由瓦雷泽·萨拉班德和环球音乐集团发行。

## 發行
《芝加哥七人案：驚世審判》定於2020年9月25日在美國有限上映，並於2020年10月16日在美國廣泛上映。由於受嚴重特殊傳染性肺炎疫情影響，派拉蒙影業最終出售發行權給Netflix，據傳此次購入的全球版權金額達5600萬美元。2020年7月，Netflix釋出首波劇照，並公布上線日為10月16日，與原先計畫的院線上映日相同，在美國總統大選前夕上線。

## 评价
汇总媒体烂番茄评论243条，新鲜度91%，平均得分7.79/10。网站共识写道：“亚伦·索尔金用实力呈现了《芝加哥七君子审判》这部正直、令人信服的作品，演员们表现在主题上由真实故事改编的剧情的映照下生动起来。”Metacritic打出76/100的加权平均分，评论47条，表示“普遍好评”。

## 外部連結
- 互联网电影数据库（IMDb）上《芝加哥七人案：驚世審判》的资料（英文）
- 豆瓣电影上《芝加哥七人案：驚世審判》的資料 （简体中文）